# مجرة العين السوداء

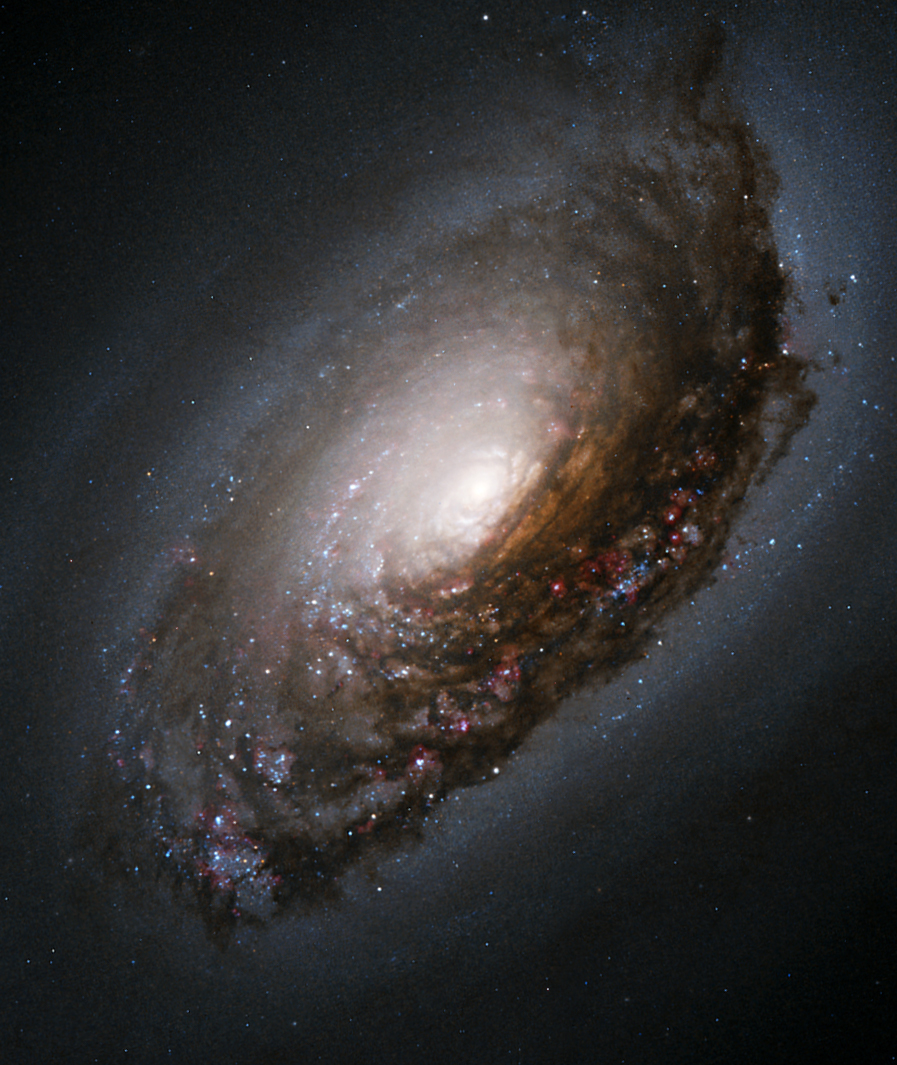
مجرة العين السوداء

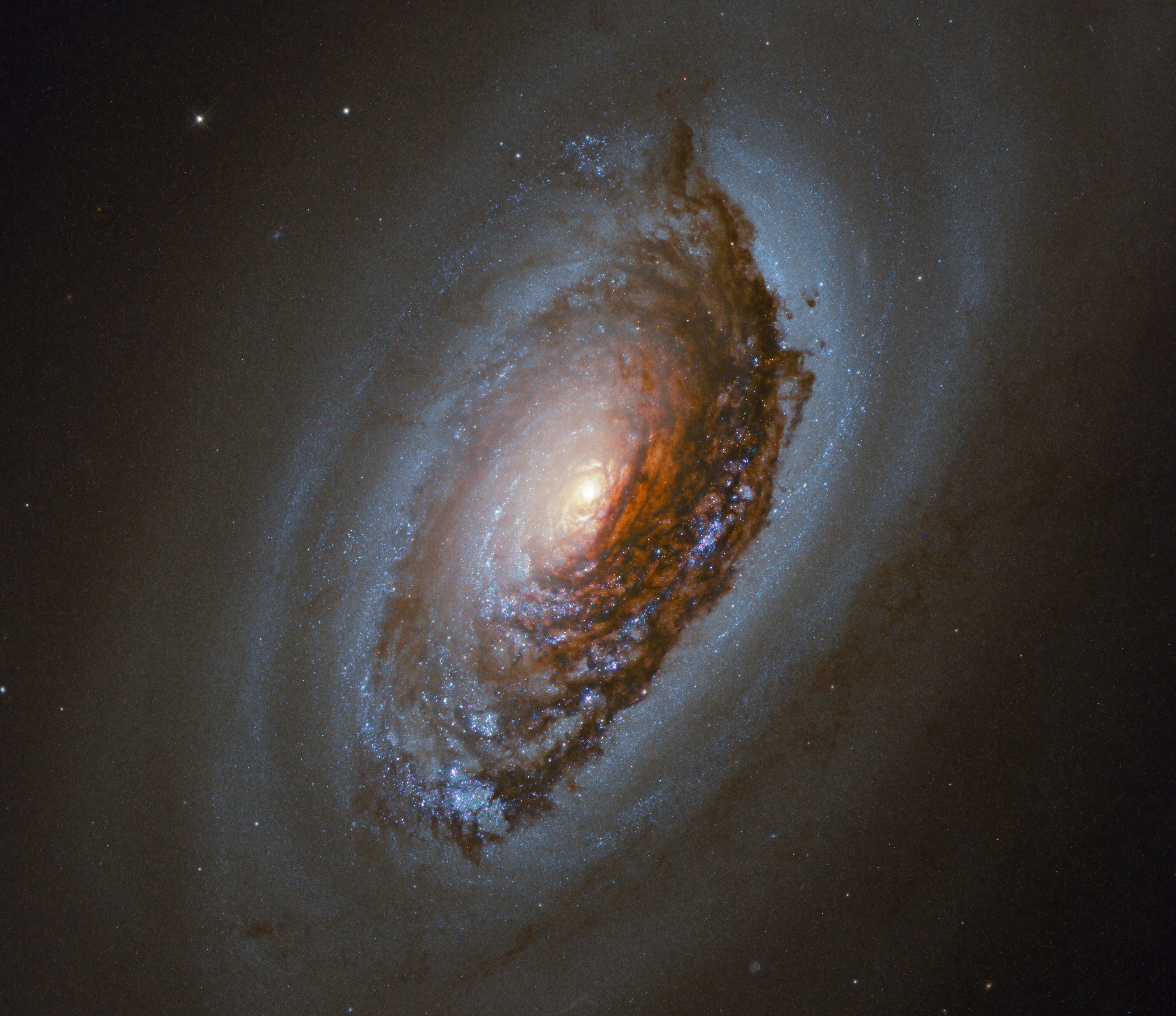
مجرة العين السوداء

مجرة العين السوداء وتسمى أيضا مسيية 64 (بالإنجليزية M 64 , NGC 4826) هي مجرة حلزونية في كوكبة الهلبة تبعد عن الأرض نحو 17 مليون سنة ضوئية وقد إكتشفها عالم الفلك الإنجليزى إدوار بيجورد في 23 مارس 1779 وهي مشهورة عند هواة الفلك لانها مميزة وتظهر بأدوات بسيطة ؛ تمتلك كميات كبيرة جدا من الغبار في أذرعتها الحلزونية مما يعمل على امتصاص الضوء لكن نواتها مشرقة جدا مما أدى إلى تسميتها العين السوداء أو عين الشر .

## اكتشافات
كل النجوم في المجرة تدور في نفس الإتجاه في إتجاه عقارب الساعة ومع ذلك فقد أدت الدراسات التفصيلية الاخيرة إلى اكتشاف رائع وهو أن الغبار بين النجمى في المناطق الخارجية من المجرة يدور في إتجاه معاكس من الغاز والغبار في المناطق الداخلية للمجرة مما أدى إلى ولادة نجوم جديدة حول الحدود التي تفصل بين المنطقتين .

## اقرأ أيضا
- إن جي سي 3311